# Анджей Валіцький
Анджей Станіслав Валіцький (пол. Andrzej Stanisław Walicki, 15 травня 1930, Варшава — 20 серпня 2020, там само) — польський філософ та історик ідей, почесний професор Університету Нотр-Дам, син історика мистецтва Міхала Валіцького.

## Біографія
Спочатку навчався в Лодзькому університеті, будучи учнем, зокрема, Сергія Гессена і Тадеуша Котарбінського. Диплом магістра захистив у 1953 р. у Варшавському Університеті. Отримав диплом в 1957, а дисертацію захистив у 1964 році в Інституті Філософії Польської Академії Наук (ПАН). Звання професора отримав у 1972 році.
У 50-ті роки працював у Варшавському Університеті. Потім працював в Інституті Філософії і Соціології ПАН — спочатку на посаді викладача, а потім доцента (з 1964), професор (з 1972). У 1981—1986 роках він був професором Австралійського Національного Університету в Канберрі. В 1986 році був прийнятий на роботу в Університет Нотр-Дам (США). З 1999 року — почесний професор цього університету. Як запрошений професор читав лекції і у Стенфордському Університеті (1976).
Автор численних праць у галузі соціально-політичної філософії перекладених на багато мов, дослідник російської та польської національної філософії, історії марксизму і ліберальної думки. Його наукові інтереси включають, зокрема: тоталітаризм, комунізм, лібералізм, патріотизм, націоналізм, месіанізм та інтелект. Він був одним із представників (разом із з Л. Колаковським, Б. Бачко і Ю. Шацького) так званої «варшавської школи історії ідей».
У 2001 отримав звання доктора honoris causa Лодзького Університету. У 2005 році, за видатні заслуги перед польською наукою був нагороджений президентом Олександром Кваснєвським Великим Хрестом Ордену Відродження Польщі.
Є членом Комітету Історичних Наук ПАН.
За публікацію. Росія, католицтво і польську справу був висунутий на здобуття Літературної Премії Nike 2003 (увійшов у фінальну «сімку»).

## Окремі публікації
- Osobowość a historia. Studia z dziejów literatury i myśli rosyjskiej, Warszawa 1959
- W kręgu konserwatywnej utopii. Struktura i przemiany rosyjskiego słowianofilstwa, Warszawa 1964 (wyd. 2, Warszawa 2002)
- Filozofia a mesjanizm. Studia z dziejów filozofii i myśli społeczno-religijnej romantyzmu polskiego, Warszawa 1970
- Rosyjska filozofia i myśl społeczna. Od Oświecenia do marksizmu, Warszawa 1973 (publikacja ta została wznowiona i znacznie poszerzona: Zarys myśli rosyjskiej. Od Oświecenia do renesansu religijno-filozoficznego, Kraków 2005)
- Między filozofią, religią i polityką. Studia o myśli polskiej epoki romantyzmu, Warszawa 1983
- Polska, Rosja, marksizm. Studia z dziejów marksizmu i jego recepcji, Warszawa 1983
- Spotkania z Miłoszem, Londyn 1985 (praca ta weszła w skład książki Zniewolony umysł po latach, Warszawa 1993)
- Trzy patriotyzmy. Trzy tradycje polskiego patriotyzmu i ich znaczenie współczesne, Warszawa 1991
- Aleksander Hercen — kwestia polska i geneza pewnych stereotypów, 1991
- Filozofia prawa rosyjskiego liberalizmu, Warszawa 1995 (oryg. wyd. ang. 1987)

### Перекладені українською
- В полоні консервативної утопії: Структура і видозміни російського слов'янофільства / Пер. з польськ. В. Моренець. — К. : Основи, 1998.
- Марксизм і стрибок у царство свободи. Історія комуністичної утопії / пер. з польск. Д. Андрухів — К. : Всесвіт, 1999.